# Saad Hariri
Saadeddine Rafik Hariri (Riyad, Saoedi-Arabië, 18 april 1970) is een Libanees zakenman en politicus. Hij was tweemaal premier van Libanon: tussen 2009 en 2011 en tussen 2016 en 2020. Hariri is een zoon van de in februari 2005 vermoorde Rafik Hariri, eveneens een voormalige premier van Libanon. 

## Biografie
Hariri studeerde bedrijfskunde aan de Georgetown University in de Verenigde Staten. Ten tijde van de dood van zijn vader was hij directeur van het Saoedische bouwbedrijf Oger, dat door zijn vader opgericht werd. 
Na zijn vaders dood en de daaropvolgende cederrevolutie in Libanon werd hij politicus en volgde daarmee zijn vader op. Hariri is een soennitische moslim. Hij is getrouwd met Lara al-Azem en heeft twee kinderen, Hussameddine en Lulua.

### Premier (eerste periode)
Hariri wist een brede coalitie samen te stellen uit de vele partijen en etnische groepen die Libanon rijk is. Deze coalitie won de verkiezingen in het voorjaar van 2005 met een grote meerderheid: 72 van de 128 zetels. Hariri schoof Fouad Siniora, een vertrouweling van zijn vader, naar voren om Najib Mikati op te volgen als premier van Libanon. Bij de verkiezingen van 7 juni 2009 behaalde de coalitie van Hariri 68 van de 128 zetels. Op 9 november 2009 werd Hariri beëdigd tot premier van Libanon.
Deze regering viel op 12 januari 2011, nadat elf ministers ontslag hadden genomen. Deze elf ministers waren afkomstig uit de Hezbollah-beweging en partijen die eraan gelieerd zijn. De shi’itische Hezbollah-beweging was woedend over de activiteiten van het door de Verenigde Naties gesteunde Libanontribunaal dat vanuit het Nederlandse Leidschendam de moord op Rafik Hariri onderzocht. De beweging vermoedde dat dit tribunaal aanklachten jegens prominente leden van Hezbollah ging formuleren en verweet het tribunaal dat het niet de mogelijkheid onderzocht van betrokkenheid van Israël bij de moord op Hariri, wat hiervoor volgens Hezbollah zowel de motieven als de middelen had.
Na het overlopen van Druzenleider Walid Jumblatt benoemde president Michel Suleyman op 25 januari Najib Mikati tot nieuwe premier. Hij werd gesteund door Hezbollah. Hariri weigerde deelname van zijn partij aan diens kabinet, en hij keerde terug naar zijn woonland Saudi-Arabië. Pas in 2014 ging hij weer naar Libanon, waar een impasse was ontstaan rond het vacante presidentschap. Hariri blokkeerde de verkiezing van de pro-Syrische Michel Aoun, terwijl Hezbollah en Aoun elke andere kandidaat afwezen. Uiteindelijk werd eind 2016 overeengekomen dat Aoun president zou worden en Hariri (wederom) premier.

### Premier (tweede periode)
Hariri trad op 16 december 2016 opnieuw aan als premier van Libanon. Eind september 2019 raakte hij in opspraak toen bekend werd, dat hij ruim 16 miljoen dollar had geschonken aan een Zuid-Afrikaans fotomodel, dat hij tijdens een vakantie op de Seychellen had ontmoet. Door dit soort praktijken heeft de verarmde bevolking nog maar weinig vertrouwen in de zittende politieke klasse.
Het kabinet-Hariri kondigde op 1 oktober 2019 een aantal nieuwe belastingen aan, onder meer op bellen via Whatsapp, op drank en op benzine. De vlam sloeg in de pan, en het langs godsdienstige lijnen sterk verdeelde volk sloeg eendrachtig aan het demonstreren. Hariri trok de belastingen snel weer in, maar de rust keerde niet terug. Op 28 oktober 2019 legde hij zijn functie neer. Hij werd op 21 januari 2020 opgevolgd door Hassan Diab.
In januari 2022 kondigde Hariri aan, dat zijn partij Toekomst niet zou meedoen met de parlementsverkiezingen van 15 mei 2022.